# Голінка (частина туші)
Голінка — частина м'ясної туші, між стегном та ратицею.

## Інші значення
Голінка — інша назва гомілки, нижня частина кінцівки у земноводних та наземних хребетних, між стегном та стопою. У членистоногих — членик ноги, нерухомо з'єднаний зі стегном (у комах) або з колінним члеником (у павукоподібних), що має на кінці лапку.
У людини — головна кістка між коліном і стопою.